# Цавтат
Цавтат (итал. Ragusa Vecchia) је насељено место и седиште општине Конавле, Дубровачко-неретванска жупанија, Република Хрватска.

## Име
Име Цавтат потиче од римског назива , како су његове избеглице у Дубровнику назвали своје матично насеље . Током позног средњовековног и раног нововековног раздобља, ово место је често означавано и као стари град (итал. civita vecchia), односно Стариград (итал. Civitavecchia).

## Географски положај
Цавтат се налази на крајњем југу Хрватске на обали Јадранског мора 19 km. југоисточно од Дубровника. Недалеко од града пролази Јадранска магистрала. Језгро му је на малом полуострву. Лука је добро заштићена полуострвом Сустјепаном и спољним острвима Мрканом и Бобаром. Увала Тиха на супротној, североисточној страни служи као добро сидриште.

## Историја
На месту где се сада налази Цавтат налазила се у време Старе Грчке колонија Epidaurum а касније су Римљани ту основали колонију Epidaurus. Ту је живео богати и обесни Римљанин, Валерије. Место су у 7. веку разорили Варвари. Преостали становници су са придошлицама из Далмације, основали ново насеље 691. године. Ту се 900. године враћајући из Рима задржао српски жупан Павлимир, који је оставио неколико својих пратилаца и нешто од блага.
Године 1253. у уговору између бугарског цара Михајла и Дубровачке републике, помиње се "стари град Епитакр". Ту су свраћали рашки и босански српски владари идући у Дубровник. До 1427. године градић је са Конавском жупом припадао Требињској кнежевини, а затим прешао под дубровачку власт. Од 14. века носи град садашње име, које означава "град". До пропасти Дубровачке републике 1808. године, Цавтат је био под управом дубровачког капетана (кастелана). Ту је било пристаниште повезано са Дубровником. За време рата и борби између Француза са Русима и Црногорцима, град је 1807. године био похаран и запаљен.
У Краљевини Југославији Цавтат је био на гласу као врло примамљиво туристичко место. Имао је добре саобраћајне везе, на лепом месту окружен лепом вегетацијом. Долазили су у тај приморски град државници и политичари, страни и домаћи. Српски политичар Никола Пашић је редовно летовао у том граду, и његово присуство је доводило до организовања правих поздравних манифестација народа. Београдски "БУСК" је од 1932. године у граду имао летњу колонију, у коју су долази бројни Београђани на одмор. Везали су се иначе за санаторијум - хотел "Тиха", власништво др Влаха Новаковића, а налазио се изнад мора, надомак градића. Биле су ту у граду две цркве, размакнуте - на супротним крајевима града. Ту је долазио лети на одмор из Дрездена и оперски тенор Тино Патијера, иначе рођен у Цавтату. Светски познат вајар Мештровић направио је у Цавтату (на брегу) мермерни маузолеј трагично умрле богате породице бродовласника, капетана Иве Рачића. На бакарним вратима тог гробног маузолеја, налазиле су се представе светаца, Св. Ћирила и Методија, Св. Саве и Гргура Нинског. У месту је деловало Друштво за унапређење туризма "Епидаурум", чији је оснивач поменути лекар Новаковић. Ту је рођен и др Валтазар Богишић правник, којем је пре Првог светског рата подигнут споменик, рад вајара Петра Палавичинија. Постојао је Богишићев музеј са библиотеком, о којима су бринули фратри. На челу акције скупљања прилога био је 1910. године мештанин Ђуро Бјелић. Тридесетих година 20. века у родној кући сликара Влаха Буковца, отворен је "Буковчев музеј" са уметниковом заоставштином.
До територијалне реорганизације у Хрватској, налазио се Цавтат у саставу старе општине Дубровник.

## Становништво
На попису становништва 2011. године, Цавтат је имао 2.153 становника.
| Број становника по пописима | Број становника по пописима | Број становника по пописима | Број становника по пописима | Број становника по пописима | Број становника по пописима | Број становника по пописима | Број становника по пописима | Број становника по пописима | Број становника по пописима | Број становника по пописима | Број становника по пописима | Број становника по пописима | Број становника по пописима | Број становника по пописима | Број становника по пописима |
| --------------------------- | --------------------------- | --------------------------- | --------------------------- | --------------------------- | --------------------------- | --------------------------- | --------------------------- | --------------------------- | --------------------------- | --------------------------- | --------------------------- | --------------------------- | --------------------------- | --------------------------- | --------------------------- |
| 1857.                       | 1869.                       | 1880.                       | 1890.                       | 1900.                       | 1910.                       | 1921.                       | 1931.                       | 1948.                       | 1953.                       | 1961.                       | 1971.                       | 1981.                       | 1991.                       | 2001.                       | 2011.                       |
| 749                         | 634                         | 675                         | 723                         | 708                         | 740                         | 700                         | 774                         | 641                         | 654                         | 821                         | 954                         | 1.585                       | 1.930                       | 2.015                       | 2.153                       |

Напомена: У 1981. смањено за ненасељени део подручја који је припојен насељу Звековица. У 1971. садржи део података бившег насеља Обод.

### Попис 1991.
На попису становништва 1991. године, насељено место Цавтат је имало 1.930 становника, следећег националног састава:
| Попис 1991.‍   | Попис 1991.‍  | Попис 1991.‍ | Попис 1991.‍ | Попис 1991.‍ |
| ------------- | ------------ | ----------- | ----------- | ----------- |
|               |              |             |             |             |
| Хрвати        | Хрвати       |             | 1.498       | 77,61%      |
| Срби          | Срби         |             | 151         | 7,82%       |
| Југословени   | Југословени  |             | 81          | 4,19%       |
| Муслимани     | Муслимани    |             | 57          | 2,95%       |
| Црногорци     | Црногорци    |             | 34          | 1,76%       |
| Албанци       | Албанци      |             | 15          | 0,77%       |
| Македонци     | Македонци    |             | 9           | 0,46%       |
| Словенци      | Словенци     |             | 7           | 0,36%       |
| Словаци       | Словаци      |             | 4           | 0,20%       |
| Чеси          | Чеси         |             | 4           | 0,20%       |
| Немци         | Немци        |             | 3           | 0,15%       |
| Украјинци     | Украјинци    |             | 3           | 0,15%       |
| Италијани     | Италијани    |             | 2           | 0,10%       |
| Мађари        | Мађари       |             | 2           | 0,10%       |
| Руси          | Руси         |             | 1           | 0,05%       |
| остали        | остали       |             | 8           | 0,41%       |
| неопредељени  | неопредељени |             | 37          | 1,91%       |
| регион. опр.  | регион. опр. |             | 1           | 0,05%       |
| непознато     | непознато    |             | 13          | 0,67%       |
| укупно: 1.930 |              |             |             |             |

## Привреда
У близини Цавтата, у месту Чилипи, налази се дубровачки аеродром.

## Познате личности
- Валтазар Богишић
- Људевит Вуличевић
- Франо Супило
- Влахо Буковац
- Тино Патијера, оперски певач

## Галерија
- Цавтатска уличица
- Цавтат рива
- Споменик Валтазару Богишићу
- Цавтат из увале Тиха